# Telge Fastigheter
Telge Fastigheter är ett av Södertälje kommuns helägt bolag inom Telgekoncernen. Telge Fastigheter grundades 1961 och hyr ut och förvaltar kommersiella och kommunala fastigheter.

## Historik
Efter första världskriget ökade inflyttningen markant till Södertälje vilket krävde bostadsbyggande i stor skala. Stadsbilden förändrades dramatiskt och Storgatan fick ett mer storstadsmässigt utseende med stora stenhus. Även i de yttre områdena byggdes nya bostadshus. Staden växte och genomgick de genomgripande förvandlingar med installation av vatten och avlopp, elektricitet.
Saneringen av stadskärnan påbörjades 1962, då bland annat varuhuset Kringlan uppförs 1965.
För omdaningen av centrum 1961 bildade Södertälje kommun bolaget Fastighets AB Karlavagnen. Karlavagnen lades som dotterbolag till Stiftelsen Telgebostäder.
1971 påbörjades planeringen av kv Luna med Karlavagnen som byggherre och färdigställdes 1978.